# Riksdagshuset
A Riksdagshuset (literalmente A Casa do Parlamento) é um edifício em Estocolmo, situado na ilha de Helgeandsholmen, onde está instalado Parlamento da Suécia (Riksdagen).

Foi erigida em 1807-1905, em estilo neo-barroco clássico, concebido pelo arquiteto Aron Johansson.